# Elezioni amministrative triestine del 1949
Le elezioni amministrative triestine del 1949 si svolsero nella Zona A del Territorio Libero di Trieste. L'AMGOT autorizzò le prime elezioni nei sei comuni ivi ricompresi, adottando come legislazione elettorale la stessa in vigore in Italia. Fu il generale Sir Terence Sydney Airey, governatore alleato del TLT per la Zona A, a decidere d'indire le prime elezioni amministrative, con un ordine che prevedeva il riconoscimento del diritto di voto a tutti i cittadini maggiorenni che, in data del 15 settembre 1947, risultassero residenti stabilmente nei confini della zona suddetta. 

## Comune di Trieste
| Partiti                                                       | voti    | voti (%) | seggi |
| ------------------------------------------------------------- | ------- | -------- | ----- |
| Democrazia Cristiana (DC)                                     | 65.627  | 39,04    | 25    |
| Partito Comunista del Territorio Libero di Trieste (PCTLT)    | 35.548  | 21,15    | 13    |
| Fronte dell'Indipendenza per il Libero Stato Giuliano (FILSG) | 11.476  | 6,83     | 4     |
| Partito Socialista della Venezia Giulia (PSVG)                | 10.747  | 6,39     | 4     |
| Movimento Sociale Italiano (MSI)                              | 10.171  | 6,05     | 4     |
| Partito Repubblicano Italiano (PRI)                           | 9.081   | 5,40     | 3     |
| Blocco Nazionale (PNM-UQ)                                     | 8.252   | 4,91     | 3     |
| Blocco Triestino (BT)                                         | 4.860   | 2,89     | 1     |
| Fronte Popolare Italo-Sloveno (FPIS)                          | 3.959   | 2,35     | 1     |
| Partito Liberale Italiano (PLI)                               | 3.094   | 1,84     | 1     |
| Lega Democratica Slovena (SDZ)                                | 3.004   | 1,79     | 1     |
| Movimento Autonomista Giuliano (MAG)                          | 2.291   | 1,36     | -     |
| Totale                                                        | 168.110 | 100,00   | 60    |

Sistema elettorale: proporzionale